# Argas brumpti
Argas brumpti (лат.) — вид клещей рода Argas из семейства аргасовых клещей, распространённый в Африке.

## Описание
Крупный аргасовый клещ, населяющий Африку: от саванн до пустынь на востоке и юге, от юга Египта до Намибии. Самки имеют длину 20 миллиметров. Являясь уникальным представителем большого рода Argas, этот вид обычно питается широким спектром мелких и крупных млекопитающих (включая людей) и ящериц. Клещи Argas (Ogadenus) brumpti обитают в неглубоких пещерах, скалистых участках или местах с пылевыми ваннами, используемых этими животными, особенно в пыли вокруг термитников, о которые трутся крупные млекопитающие. Личинки питаются хозяином от нескольких дней до недели, тогда как нимфы и взрослые особи питаются быстро, обычно в течение часа.
Argas brumpti могут прожить восемь лет без еды и имеют рекордную продолжительность жизни среди всех клещей. Эти клещи не вызывают заболеваний и не переносят болезнетворные микроорганизмы, но их укусы могут вызывать длительные болезненные поражения.
В лабораторных условиях под присмотром американского профессора Джулиана Шеперда (Binghamton University, New York) клещи прожили 27 лет. Исследователи получили 13 экземпляров из Кении (Африка) в 1976 году: шесть самок, четырёх самцов и три нимфы. До 1984 года они жили на лабораторных животных, таких как кролики, мыши и крысы. Затем клещи остались без пищи и спустя четыре года все самцы умерли. Однако самки смогли продержаться в голодном состоянии ещё четыре года, после чего их снова стали кормить. И тогда одна из самок отложила яйца, хотя всё это время не имела контакта с самцами. Для этого вида не характерен партеногенез, поэтому исследователи предполагают, что больше четырёх лет самка или сохраняла в организме оплодотворённые самцом клетки, или использовала его генетический материал (сперматозоиды самца, умершего четырьмя годами ранее).

## Систематика
Вид был впервые описан в 1907 году французским ветеринарным паразитологом Луи Нюманом (1846—1930). Включён в состав подрода Ogadenus.